# Adelpha levona
Adelpha levona is een vlinder uit de onderfamilie Limenitidinae van de familie Nymphalidae. De wetenschappelijke naam van de soort werd in 1977 gepubliceerd door Stephen R. Steinhauser & Lee Denmar Miller.